# Kalamita
Pour les articles homonymes, voir Kalamita (homonymie).
Pour plus de détails, voir Fiche technique et Distribution.
Kalamita est un film tchécoslovaque réalisé par Věra Chytilová, sorti en 1982.

## Synopsis
Honza Dostál (Bolek Polívka) arrête ses études pour apprendre le métier de machiniste dans les chemins de fer, et pour se consacrer à des choses utiles. Ils se heurte à la discipline sur le terrain auprès des anciens, et vit des aventures avec des rencontres féminines.

## Fiche technique
- Titre original : Kalamita (litt. « La Calamité »)
- Réalisation : Věra Chytilová
- Scénario : Věra Chytilová et Josef Silhavý
- Pays d'origine : Tchécoslovaquie
- Format : Couleurs - 35 mm - Mono
- Genre : comédie
- Durée : 96 minutes
- Dates de sortie :
  - Tchécoslovaquie : janvier 1982
  - France : 14 octobre 2024 (Festival Lumière)

## Distribution
- Bolek Polívka : Honza Dostál
- Dagmar Bláhová : Majka
- Jana Synková : Primárka
- Marie Pavlíková : Bábicka
- Jaroslava Kretschmerová : Kveta
- Zdeněk Svěrák : Ucitel
- Václav Svorc : Nácelník
- Bronislav Poloczek : Rezník
- Václav Helsus : Strojvedoucí
- Zdenek Díte : Lesník
- Jan Schmid : avránek, le sociologue
- Pavel Zednícek : zachránce Horský
- Laco Deczi : Douda, le trompettiste
- Dana Balounová : Uklízecka
- Stepán Kucera : Syn rezníka